# Liste der UCI Women’s Continental Teams 2020
Die Liste enthält die bei der UCI  registrierten UCI Women’s Continental Teams in der Saison 2020.
| Team-Name                                   | Land                   | UCI-Code |
| ------------------------------------------- | ---------------------- | -------- |
| Agolico                                     | Mexiko                 | AGO      |
| Aromitalia Basso Bikes Vaiano               | Italien                | VAI      |
| Astana Women’s Team                         | Kasachstan             | ASA      |
| Be Pink                                     | Italien                | BPK      |
| Biehler Krush Pro Cycling                   | Niederlande            | BKP      |
| Bizkaia-Durango                             | Spanien                | BDU      |
| Boels Dolmans Cyclingteam                   | Niederlande            | DLT      |
| Cams-Tifosi                                 | Vereinigtes Königreich | CAT      |
| Ceratizit-WNT Pro Cycling Team              | Deutschland            | WNT      |
| Charente-Maritime Women Cycling             | Frankreich             | CMW      |
| Chevalmeire Cycling Team                    | Belgien                | CCT      |
| China Liv Pro Cycling                       | Volksrepublik China    | GPC      |
| Ciclismo Mundial                            | Belgien                | CIM      |
| Ciclotel                                    | Belgien                | CTL      |
| Cogeas-Mettler Pro Cycling Team             | Russland               | CGS      |
| Cronos Casa Dorada Women Cycling            | Spanien                | CDO      |
| DNA Pro Cycling Team                        | Vereinigte Staaten     | DNA      |
| Doltcini-Van Eyck-Proximus Continental Team | Belgien                | DVE      |
| Drops                                       | Vereinigtes Königreich | DRP      |
| Eneicat-RBH Global                          | Spanien                | EIC      |
| Équipe Paule Ka                             | Schweiz                | EPK      |
| Eurotarget-Bianchi-Vittoria                 | Italien                | SBT      |
| Hitec Products                              | Norwegen               | HPU      |
| Instafund La Prima                          | Kanada                 | ILP      |
| Lotto Soudal Ladies                         | Belgien                | LSL      |
| Laboral Kutxa-Fundación Euskadi             | Spanien                | LKF      |
| Macogep Tornatech Girondins de Bordeaux     | Kanada                 | MTG      |
| Massi Tactic Women Team                     | Spanien                | MAT      |
| Memorial Santos-Saddledrunk                 | Brasilien              | MEM      |
| Minsk Cycling Club                          | Belarus                | MCC      |
| Multum Accountants-LSK Ladies Cycling Team  | Belgien                | MUL      |
| NXTG Racing                                 | Niederlande            | NXT      |
| Parkhotel Valkenburg                        | Niederlande            | PHV      |
| Rally Cycling                               | Vereinigte Staaten     | RLW      |
| Rio Miera-Cantabria Deporte                 | Spanien                | RMC      |
| Roxsolt Attaquer                            | Australien             | RXS      |
| Servetto-Piumate-Beltrami TSA               | Italien                | SER      |
| Sestroretsk                                 | Russland               | SSR      |
| Sopela Women’s Team                         | Spanien                | SWI      |
| Team Arkéa                                  | Frankreich             | ARK      |
| Team Illuminate Women                       | Vereinigte Staaten     | ILU      |
| Team Tibco-Silicon Valley Bank              | Vereinigte Staaten     | TIB      |
| Top Girls Fassa Bortolo                     | Italien                | TOP      |
| Valcar-Travel & Service                     | Italien                | VAL      |
| VIB Natural Greatness                       | Brunei                 | VIB      |
| WCC Team                                    | –––                    | WCC      |